# آیووا سنتر (آیووا)
آیووا سنتر (به انگلیسی: Iowa Center) یک منطقهٔ مسکونی در ایالات متحده آمریکا است که در شهرستان استوری، آیووا واقع شده‌است. آیووا سنتر ۲۸۸٫۹۵ متر بالاتر از سطح دریا واقع شده‌است.